# Marek Makowski
Marek Makowski (Varsóvia, 9 de abril de 1955) é uma diplomata polaca, Cônsul Geral da República da Polónia em Curitiba (1990–1991, 1997–2001, 2012–2018), Embaixador da República da Polónia no Panamá (2004–2008).

## Condecorações
- Ordem Estadual do Pinheiro[4]
- Cidadão Honorário de Curitiba/PR, Irati/PR e Áurea/RS[4]